# 西藏盘羊
西藏盘羊（学名：Ovis ammon hodgsoni）一种分布于中国青藏高原地区的盘羊亚种。

## 分类地位
西藏盘羊一般被认为是盘羊（Ovis ammon）西藏亚种，英国学者彼得·格拉布和澳大利亚学者科林·格罗夫斯合著的《有蹄类动物分类学》 (Ungulate Taxonomy) 一书中将其视为独立物种，2015年发布的《中国哺乳动物多样性》名录中也采用此说法，将其视为独立物种。但是目前大部分资料仍将视为盘羊亚种。

## 形态特征
西藏盘羊通体大部分为棕色，春季时臀部较躯干颜色淡。尾巴很小，约2.5～5.8厘米。后腿和前腿的毛发明显分为浅色和深色两部分，胸部到蹄部通常有一条深色条纹。